# Hilara morenae
Hilara morenae är en tvåvingeart som beskrevs av Gabriel Strobl 1899. Hilara morenae ingår i släktet Hilara och familjen dansflugor. Inga underarter finns listade i Catalogue of Life.